# Grey's Anatomy (11.ª temporada)
A décima primeira temporada do drama médico americano Grey's Anatomy estreou em 25 de setembro de 2014 nos Estados Unidos na American Broadcasting Company (ABC) e consistiu em 25 episódios. A temporada foi produzida pela ABC Studios, em associação com a Shondaland Production Company e The Mark Gordon Company; os showrunners foram Stacy McKee e William Harper. A temporada começou a ser exibida com o episódio "I Must Have Lost it on the Wind" e foi concluída com "You're My Home" em 14 de maio de 2015. A temporada foi oficialmente lançada em DVD como um boxset de seis discos sob o título de Grey's Anatomy: The Complete Eleventh Season – Life Changes em 18 de agosto de 2015 pela Buena Vista Home Entertainment.
A temporada é a primeira em que a Dra. Cristina Yang, interpretada por Sandra Oh, não está incluída no elenco principal de personagens após sua saída no final da temporada anterior. As principais histórias da temporada incluem Meredith Grey (Ellen Pompeo) lidando com a sua problemática vida amorosa com seu marido Derek Shepherd (Patrick Dempsey), e a chegada da Dra. Maggie Pierce (Kelly McCreary), a quem Meredith descobre ser sua meia-irmã. O maior enredo da 11ª temporada foi a morte de Derek, que se envolveu em um acidente de carro em "How To Save a Life". Outros arcos da história incluem Amelia Shepherd (Caterina Scorsone) mudando-se para Seattle, Callie Torres (Sara Ramirez) e Arizona Robbins (Jessica Capshaw) tentam salvar seu casamento indo ao aconselhamento matrimonial, April Kepner (Sarah Drew) e Jackson Avery (Jesse Williams) acabam tendo um menino, chamado Samuel, que morre momentos após o nascimento, tendo sido diagnosticado com Osteogenesis imperfecta, um defeito de nascença letal. A temporada também se concentra no aprofundamento da amizade entre Meredith e Alex Karev (Justin Chambers) causando problemas para ele e sua namorada Jo Wilson (Camilla Luddington).
A temporada terminou com 11,08 milhões de espectadores em 36º lugar no total de espectadores. Isto é muito mais baixo que a décima temporada, que ficou em 15º lugar. No Nielsen Rating, Grey's Anatomy ficou em 13º lugar em 8 posições em relação à temporada anterior, é o ranking mais baixo da história da série. A temporada foi bem recebida entre os críticos de televisão, com vários elogiando a escrita e as atuações do elenco, especialmente a líder Ellen Pompeo. Em termos de prêmios e elogios, a temporada recebeu seis indicações no 41.º People's Choice Awards, incluindo Dempsey e Pompeo, ganhadores Melhor de Ator e Atriz, e Oh, vencedora por Melhor Personagem que Sentimos Falta. Em 7 de maio de 2015, a ABC anunciou a renovação de Grey's Anatomy por uma décima segunda temporada.

## Produção

### Desenvolvimento
Grey's Anatomy foi renovada para a décima primeira temporada pela ABC em 8 de maio de 2014. Em 13 de maio de 2014, a ABC anunciou sua nova programação, bem como um novo horário para a série. O programa permaneceu nas noites de quintas-feiras, mas foi transferido para às 20:00 para abrir espaço para a nova série da produtora ShondaLand, How to Get Away with Murder. Embora Paul Lee, presidente da ABC, tenha transferido Grey's Anatomy para um novo horário, ele anunciou na que a décima primeira temporada iria ao ar na mesma ordem da temporada anterior, com dois lotes compostos por 12 episódios interrompidos.
Em 2014, a ABC mudou a sua programação de quintas-feiras, onde estão escalados os dramas da produtora ShondaLand Grey's Anatomy, Scandal e How to Get Away with Murder, então marcou a noite como "Thank God It's Thursday" (ou "TGIT"). Isso ecoa a antiga marca "TGIF" da ABC de seus seriados familiares na sexta-feira à noite e até o bloco Must See TV da NBC de formidáveis sucessos televisivos nas noites de quintas-feiras nos anos 90.
A programação de outono restante da ABC foi anunciada em 30 de outubro de 2014, onde foi anunciado que Grey's Anatomy seria dividida em duas partes. No entanto, em vez dos 12 e 12, haveria oito episódios no outono que terminariam em 20 de novembro de 2014, junto com o restante da programação do horário nobre da ABC "TGIT", Scandal e How to Get Away with Murder. Os 16 episódios restantes seriam exibidos após as férias de inverno, com início em 29 de janeiro de 2015.

## Enredo
A temporada segue a história de internos cirúrgicos, residentes, bolsistas e assistentes cirúrgicos, à medida que experimentam as dificuldades das carreiras competitivas que escolheram. Eles estão situados na ala cirúrgica do fictício Grey Sloan Memorial Hospital, localizado em Seattle, Washington.
Os médicos do Grey Sloan Memorial devem se acostumar com o fato de que a Dra. Cristina Yang (Sandra Oh) está agora na Suíça, mas eles acham difícil gostar de sua nova substituta, Dra. Maggie Pierce (Kelly McCreary). Ela tenta fazer amizade com os médicos, mas está realmente está interessada em saber mais sobre sua meia-irmã, Dra. Meredith Grey (Ellen Pompeo). Ao ouvir as notícias de Maggie, Meredith não acredita nela. Tentando provar que está errada, Meredith estuda os diários de sua mãe para ver se havia alguma evidência de verdade. O que ela descobre é que as peças se encaixam e que ela e Maggie são, de fato, meias-irmãs. Não muito interessada no fato de que ela tem uma irmã que ela não conhecia até agora, o Dr. Derek Shepherd (Patrick Dempsey) usa seu amor por sua grande família para aproximar Meredith de Maggie.
Dra. Callie Torres (Sara Ramirez) e Dra. Arizona Robbins (Jessica Capshaw) falam sobre ter outro bebê, mas Arizona desenvolve um interesse em uma bolsa de especialização em cirurgia fetal. A especialização é com a Dra. Nicole Herman (Geena Davis), uma das únicas cirurgiãs fetais do mundo. É logo revelado que a razão pela qual a Dra. Herman queria que Arizona aprendesse com ela é que ela tem um tumor inoperável. O tumor está crescendo e o prognóstico não é bom: tudo indica que ela morrerá, e Nicole tem medo de ter esperanças. Arizona tenta aprender o máximo que puder em tão pouco tempo, o que a afasta de Callie. As duas tentam salvar o casamento fazendo terapia de casal, mas no final decidem que querem o divórcio.
A Dra. Amelia Shepherd (Caterina Scorsone) foi morar com Derek e Meredith e está se enturmando no Grey Sloan Memorial Hospital. Ela descobre sobre o tumor supostamente inoperável da Dra. Herman, e acha que pode salvá-la. Amelia passa horas tentando aprender cada detalhe do tumor. Uma vez que ela acha que descobriu e planejou cada etapa da cirurgia, ela dá uma palestra, durante a qual seus colegas questionam seus motivos e se perguntam por que seu irmão, o famoso Dr. Derek Shepherd, não voltará de Washington, D.C. para ajudá-la. Ela garante que sabe o que está fazendo e que não precisa da ajuda do irmão. O tumor da Dra. Herman avança rapidamente quando a médica deixa de continuar a quimioterapia, o que obriga Amelia a realizar a cirurgia mais cedo do que gostaria. Agora que a visão da Dra. Herman ficou prejudicada, ela deve agir rapidamente. Amelia consegue salvar sua vida, mas não sua visão. A Dra. Herman fica cega e deve ir embora para uma escola de reabilitação de deficientes visuais.
A Dra. April Kepner (Sarah Drew) e o Dr. Jackson Avery (Jesse Williams) aproveitam os preparos para a chegada de seu bebê, mas as diferenças nas opiniões sobre como educar o filho criam uma tensão insuportável. April deseja criar o bebê em um lar cristão, mas Jackson é agnóstico e acha que é bobagem. Um dos ultra-sons revela que o feto é portador de osteogênese imperfeita, um defeito de nascimento letal. É claro que as notícias deixam o jovem casal arrasado, mas April deseja levar o bebê a termo acreditando que o aborto é um pecado. Jackson deseja abortar sabendo que, se levarem a termo, será muito mais difícil quando o bebê nascer. Eles acabam tendo um menino, chamado Samuel, que morre momentos após o nascimento.
Meredith deve lidar com a ausência do marido depois que ele começa a trabalhar em Washington, DC. Ela não entende por que ele quer ir embora, mas sabe que não quer ser a razão para impedi-lo de fazer o que seu coração deseja. Meses passam sem ele, o que permite que ela se concentre mais em seu trabalho. Ela consegue acumular uma sequência de cirurgias bem sucedidas, mas quando liga para compartilhar seu sucesso com Derek, uma mulher estranha atende seu telefone. Não sabendo quem é, Mer começa a se preocupar que ele possa estar traindo a esposa. Derek aparece em sua casa, sem aviso prévio, para explicar. Ele diz a Meredith que ele a ama e que ele não pode viver sem ela, e que só vai voltar a Washington, D.C. mais uma vez para dizer que está saindo e voltando para Seattle. No entanto, a caminho do aeroporto, ele se depara com um grave acidente de carro e socorre os feridos. Contudo, logo depois que todos estão a salvo, ele atende o telefone no carro e é atingido em cheio por outro veículo que vinha chegando na estrada. Derek fica gravemente ferido. Ele é levado às pressas para um hospital, pequeno, sem recursos para lidar com traumas. Depois de horas angustiantes consciente dos erros dos médicos, mas sem poder falar nada, Derek sucumbe aos ferimentos, principalmente porque os médicos de plantão se recusaram a fazer uma tomografia, sem dar ouvidos à residente, Penny Blake. Por fim sofre morte cerebral após o neurocirurgião chegar tarde demais. Em choque e sem conseguir se sentir em casa sem o marido, Meredith parte com os filhos para outro estado, deixando apenas um recado, que ela e seus filhos estão em segurança. Um ano se passa e ninguém tem notícias dela. Acontece que Meredith estava grávida e não sabia como lidar com a perda do marido e com a gravidez. Se não fosse por sua viagem de emergência ao hospital para dar à luz, o Dr. Alex Karev (Justin Chambers) nunca saberia onde encontrá-la. Ele acaba trazendo todos de volta para Seattle, mas Meredith ainda não consegue seguir em frente. Ela pergunta a Alex se ela e as crianças podem voltar para sua antiga casa, que é onde Alex e sua namorada, Dra. Jo Wilson (Camilla Luddington) estão residindo atualmente. Jo não gosta da ideia de todos compartilharem um lugar, então ela compra um apartamento meio caído, porém apenas para os dois.
Dr. Richard Webber (James Pickens, Jr.) e a Dra. Catherine Avery (Debbie Allen) continuam sua relação. Com diferentes opiniões sobre como estar em um relacionamento, como administrar o hospital e sobre quem deve estar no comando, os dois cancelam o casamento. No entanto, Meredith intervém e diz a eles que ambos têm sorte de ainda estarem vivos e que precisam dar valor ao fato de que ainda podem conversar um com o outro. Dr. Webber e Avery resolvem suas diferenças e decidem se casar depois de tudo. Com seu filho como sua dama de honra, os dois juntam as escovas de dentes na capela do hospital. A festa do casamento é realizada na casa de Derek e Meredith, que ela alega estar feliz por ser sua última lembrança do lugar antes de voltar para sua antiga casa; Derek sempre quis que sua casa fosse preenchida com pessoas felizes.

## Elenco e personagens

### Elenco principal
- Ellen Pompeo como a Dra. Meredith Grey
- Justin Chambers como o Dr. Alex Karev
- Chandra Wilson como Dra. Miranda Bailey
- James Pickens Jr. como Dr. Richard Webber
- Sara Ramirez como a Dra. Callie Torres
- Kevin McKidd como o Dr. Owen Hunt
- Jessica Capshaw como a Dra. Arizona Robbins
- Sarah Drew como a Dra. April Kepner
- Jesse Williams como o Dr. Jackson Avery
- Caterina Scorsone como Dra. Amelia Shepherd
- Camilla Luddington como a Dra. Jo Wilson
- Jerrika Hinton como a Dra. Stephanie Edwards
- Kelly McCreary como a Dra. Maggie Pierce (a partir do episódio 11)
- Patrick Dempsey como o Dr. Derek Shepherd

### Elenco recorrente
- Jason George como o Dr. Ben Warren
- Geena Davis como a Dra. Nicole Herman
- Debbie Allen como a Dra. Catherine Avery
- Kate Burton como Dra. Ellis Grey
- Nicholas D'Agosto como Dr. Graham Maddox
- Sally Pressman como o jovem Ellis Grey
- Aria Leabu como Jovem Meredith Grey
- Connie Ray como Karen Kepner
- Kevin Alejandro como Dan Pruitt
- Nicole Cummins como Paramédica Nicole
- Heather Matarazzo como Joan Paulson
- Giacomo Gianniotti como o Dr. Andrew DeLuca
- Joe Adler como o Dr. Isaac Cross
- Irene Keng como Dra. Audrey Shaw
- Joe Dinicol como o Dr. Mitchell Spencer
- Samantha Sloyan como a Dra. Penelope Blake

### Estrelas convidadas
- J. August Richards como o jovem Richard Webber
- Patrick Fabian como o Dr. Oliver Lebackes
- Rebecca Field como Sabine McNeil
- Billy Malone como Jon McNeil
- Annet Mahendru como Ana
- Nicole Sullivan como JJ
- Elizabeth Ann Bennett como Ann

### Casting
Em 13 de agosto de 2013, Sandra Oh revelou que ela iria embora depois da 10ª temporada de Grey's Anatomy, tornando a décima primeira temporada a primeira temporada em que a Dra. Cristina Yang não apareceu. Foi anunciado em 25 de março de 2014 que Gaius Charles e Tessa Ferrer não receberam uma renovação de contrato para a décima primeira temporada e partiram no final da décima temporada. Jerrika Hinton e Camilla Luddington, no entanto, retornaram como residentes para a décima primeira temporada. Em 23 de janeiro de 2014, foi relatado que Ellen Pompeo e Patrick Dempsey haviam renovado seus contratos por mais duas temporadas, como drs. Meredith Grey e Derek Shepherd, respectivamente, significando que seus personagens permaneceriam no drama médico das temporadas 11 e 12. Em 2 de maio de 2014, o restante dos seis elencos originais, Justin Chambers, Chandra Wilson e James Pickens Jr., excluindo Sandra Oh, renovaram seus contratos por mais duas temporadas (11 e 12) como drs. Alex Karev, Miranda Bailey e Richard Webber, respectivamente. Sara Ramirez também renovou seu contrato por mais duas temporadas como a Dra. Callie Torres.
E! Notícias relatadas em 23 de junho de 2014, que Caterina Scorsone foi atualizado para uma série regular para continuar seu papel como Dr. Amelia Shepherd, uma das quatro irmãs do Dr. Derek Shepherd. Scorsone interpretou o personagem desde a sétima temporada como um papel recorrente, e interpretou o personagem como uma série regular na série spin-off, Private Practice. Depois de especulações sobre quem interpretaria o personagem Ellis Grey, Kate Burton ou Sarah Paulson, foi anunciado que Sally Pressman substituiria Paulson como Ellis em flashbacks com J. August Richards reprisando seu papel como um jovem Richard Webber no mesmo episódio. Em 6 de agosto de 2014, foi confirmado que Burton retornaria para retratar Ellis em flashbacks.
Geena Davis foi anunciada para aparecer na temporada e teria um grande convidado como a Dra. Nicole Herman, uma cirurgiã fetal do Grey Sloan Memorial Hospital. Em 2 de setembro de 2014, Annet Mahendru, do The Americans, foi anunciada como atriz convidada para um episódio, e ela interpretou Ana, uma imigrante sem documentos cuja filha tinha um tumor de 8 libras. Foi anunciado em 23 de setembro de 2014 que Connie Ray, conhecida pela Space Jam e Stuart Little, seria a atriz convidada como mãe da Dra. April Kepner, Karen, e apareceria no sexto episódio. Em 23 de outubro de 2014, Kelly McCreary foi promovida a uma série regular após ser creditada como ator convidado até o décimo primeiro episódio. Em 15 de abril de 2015, Giacomo Gianniotti, conhecido do Reign, foi anunciado para ser escalado para o show como um possível papel recorrente para a temporada 12. Em 28 de abril de 2015, foi anunciado que Joe Adler foi escalado para o show e apareceria nos dois últimos episódios da temporada.

## Episódios
| N.º na série | N.º na temp. | Título                            | Dirigido por     | Escrito por             | Exibição original       | Audiência (milhões) |
| --- | ------------ | --------------------------------- | ---------------- | ----------------------- | ----------------------- | ------------------- |
| 221 | 1            | "I Must Have Lost it on the Wind" | Kevin McKidd     | Stacy McKee             | 25 de Setembro de 2014  | 9.81                |
| Richard acredita que Maggie possa ser sua filha, e Amelia descobre um grande segredo. Meredith briga com Derek e se recusa a se mudar para Washington DC, pedindo conselhos a Alex. Enquanto isso Callie e Arizona tentam tomar uma decisão final sobre encontrar uma barriga de aluguel. Dra. Maggie Pierce tenta se juntar ao hospital, Bailey e Alex disputam a posição no conselho de diretores. |              |                                   |                  |                         |                         |                     |
| 222 | 2            | "Puzzle With a Piece Missing"     | Rob Corn         | Willim Harper           | 2 de Outubro de 2014    | 9.15                |
| Um episódio focado em Maggie em que ela continua tentando causar uma boa impressão no hospital, mas se encontra em situações extremamente infelizes. Enquanto isso, Richard continua mantendo sua possível paternidade em segredo e os médicos trabalham com uma mulher quase morta. Maggie conta a Meredith que Ellis Grey era sua mãe, e Meredith se recusa a aceitar. |              |                                   |                  |                         |                         |                     |
| 223 | 3            | "Got to Be Real"                  | Rob Corn         | Zoanne Clack            | 9 de Outubro de 2014    | 8.48                |
| Owen leva Callie para ver os pacientes do Veterans Hospital na esperança de que ela os ajude com seu laboratório de robótica. Com a ajuda de Alex, Meredith descobre que Maggie realmente é sua irmã. Por outro lado, Jo está com ciúmes da amizade entre Alex e Meredith. Após uma conversa com Meredith, Richard conta a Maggie que ele é seu pai, o que acaba quebrando a confiança de Maggie em Richard. Derek e Amelia continuam disputando as cirurgias. Enquanto isso, Callie e Arizona discutem e decidem não ter outro bebê. Owen admite a Calli sentir falta de Cristina. Meredith e Derek continuam brigando. Alex e Bailey se preparam para disputar por um lugar no conselho. Bailey vence a disputa. |              |                                   |                  |                         |                         |                     |
| 224 | 4            | "Only Mama Knows"                 | Nicole Rubio     | Mark Driscoll           | 16 de Outubro de 2014   | 8.43                |
| Segredos do passado de Ellis Grey vêm à tona quando Meredith revê vídeos antigos e lê os diários de sua mãe. Richard lembra de seu passado com Ellis Grey e conta a verdade para Bailey. Enquanto isso, Maggie anúncia que irá sair do hospital, e conta a verdade para Derek sobre quem são seus pais e sua irmã; Derek deixa de lado sua briga com Meredith e da apoio a ela. Alex recebe novas responsabilidades e Callie concentra sua atenção no projeto com veteranos da Marinha Americana. Meredith mostra os diários de sua mãe para Maggie. |              |                                   |                  |                         |                         |                     |
| 225 | 5            | "Bend & Break"                    | Jesse Bochco     | Meg Marinis             | 23 de Outubro de 2014   | 8.62                |
| Um episódio focado em Callie e Arizona. O casal se lembra dos problemas que teve no casamento. No trabalho, Callie se concentra no projeto de veteranos e Arizona se esforça para impressionar a Dra. Herman. Enquanto isso, Richard apoia Bailey para ser um membro do Conselho do Hospital. Callie resolve acabar com seu casamento com Arizona, vendo que é mais feliz sem ele. |              |                                   |                  |                         |                         |                     |
| 226 | 6            | "Don't Let's Start"               | Rob Greenlea     | Austin Guzman           | 6 de Novembro de 2014   | 8.08                |
| Quando Owen tem que lutar para salvar a vida de um paciente, ele descobre que ele poderia ter servido no exército. Por outro lado, a mãe de April chega de surpresa para visitá-la. Derek planeja um jantar em família. Enquanto isso, o diagnóstico de um paciente faz Bailey reconsiderar seus próprios problemas de saúde e a Dra. Herman conta que está com câncer para Arizona. |              |                                   |                  |                         |                         |                     |
| 227 | 7            | "Could We Start Again, Please?"   | Bobby Roth       | Andy Reaser             | 13 de Novembro de 2014  | 8.36                |
| Segredos sobre os vícios de Amelia vêm à tona e causam-lhe grandes problemas no hospital; Bailey supervisiona a primeira cirurgia solo de Jo; e Arizona deve tomar uma decisão importante na ausência da Dra. Herman. Enquanto isso, os médicos cuidam de um casal que chega ao pronto-socorro depois de escapar pulando de um incêndio. |              |                                   |                  |                         |                         |                     |
| 228 | 8            | "Risk"                            | Rob Corn         | William Harper          | 20 de Novembro de 2014  | 8.33                |
| Maggie e Meredith discordam de Derek sobre a melhor maneira de abordar o caso de um paciente, o que leva a uma briga maior entre o casal. Enquanto isso, Callie se sente responsável quando um de seus veteranos vai longe demais e um procedimento de rotina termina com um diagnóstico devastador para um dos médicos. |              |                                   |                  |                         |                         |                     |
| 229 | 9            | "Where Do We Go From Here"        | Debbie Allen     | Meg Marinis             | 29 de Janeiro de 2015   | 8.71                |
| Enquanto Derek se prepara para sua transferência para Washington DC, Meredith continua ocupada no hospital. Enquanto isso, Jackson e April recebem notícias difíceis sobre o bebê deles; e Arizona argumenta com Amelia por manter a doença da Dra. Herman em segredo. |              |                                   |                  |                         |                         |                     |
| 230 | 10           | "The Bed's Too Big Without You"   | Chandra Wilson   | Tia Napolitano          | 5 de Fevereiro de 2015  | 7.98                |
| April continua otimista quando Arizona começa os exames para determinar o estado do seu bebê. Dra Herman planeja um curso intensivo em cirurgia fetal para Arizona; e Owen e Callie se encorajam a voltar ao mundo do namoro. Enquanto isso, Meredith, Maggie e Bailey usam a impressora 3D para obter uma melhor visão do tumor de uma paciente. |              |                                   |                  |                         |                         |                     |
| 231 | 11           | "All I Could Do Was Cry"          | Ron Underwood    | Elizabeth J.B. Klaviter | 12 de Fevereiro de 2015 | 7.81                |
| Episódio centrado em April e Jackson, depois de várias conversas com a Dra. Herman, April e Jackson devem enfrentar seu destino e tomar uma decisão difícil em relação ao filho que eles estão esperando. Catherine Avery chega em Seattle e encontra Richard no hospital. Enquanto isso, Meredith tenta encontrar alguém para cuidar dos filhos para que ela possa visitar Derek no fim de semana. Amelia trabalha com Stephanie em um caso. |              |                                   |                  |                         |                         |                     |
| 232 | 12           | "The Great Pretender"             | Jeannot Szwarc   | Marck Driscoll          | 19 de Fevereiro de 2015 | 8.13                |
| Maggie fica chateada quando Meredith se esquiva de suas perguntas sobre a viagem que fez a Washington DC; Bailey começa a se preocupar com o irmão de Ben depois que ele é internado no hospital, e a Dra. Herman começa a preparar Arizona para as cirurgias. Enquanto isso, Richard se sente manipulado por Catherine Avery. |              |                                   |                  |                         |                         |                     |
| 233 | 13           | "Staring at the End"              | Mark Jackson     | Stacy McKee             | 26 de Fevereiro de 2015 | 7.56                |
| Os médicos do hospital ficam obcecados com o caso da Dra. Herman depois que Amelia faz uma palestra detalhando os segredos da cirurgia. Arizona e Herman trabalham juntas em um grande número de casos que elas esperam terminar antes da grande cirurgia da Dra. Enquanto isso, Bailey trabalha no caso de uma mulher em trabalho de parto. |              |                                   |                  |                         |                         |                     |
| 234 | 14           | "The Distance"                    | Eric Laneuville  | Austin Guzman           | 5 de Março de 2015      | 8.09                |
| Neste episódio centrado em Amelia, ela enfrenta a cirurgia de sua vida com uma multidão de médicos assistindo da galeria. Com Stephanie ao seu lado, ela começa a operar a Dra. Herman, mas logo percebe que é muito mais difícil do que o previsto. No final a cirurgia ocorre bem, mas Dra. Herman acaba perdendo sua visão. |              |                                   |                  |                         |                         |                     |
| 235 | 15           | "I Feel the Earth Move"           | Thomas J. Wright | Jen Klein               | 12 de Março de 2015     | 7.40                |
| Um terremoto sacode o chão de Seattle, prendendo Maggie em um elevador e ameaçando a longa temporada de cirurgias bem-sucedidas de Meredith. Enquanto isso, Owen dá conselhos médicos a uma criança por telefone e Ben confia em Jackson. |              |                                   |                  |                         |                         |                     |
| 236 | 16           | "Don't Dream It's Over"           | Susan Vaill      | Andy Reaser             | 19 de Março de 2015     | 7.73                |
| O estado de saúde de um paciente desencadeia uma conversa entre Richard e Maggie sobre a doença de Alzheimer; April e Jackson lutam para recuperar sua vida normal e Arizona enfrenta a realidade que Callie está continuando com sua vida sem ela. Enquanto isso, Meredith revela que pode estar sendo traída por Derek. |              |                                   |                  |                         |                         |                     |
| 237 | 17           | "With or Without You"             | Chandra Wilson   | Elisabeth R. Finch      | 26 de Março de 2015     | 8.18                |
| Meredith, abalada pelos últimos acontecimentos, tenta descobrir o que fazer com Derek. Enquanto isso, Owen fica surpreso quando sua mãe é internada no hospital acompanhada por seu novo namorado mais novo. |              |                                   |                  |                         |                         |                     |
| 238 | 18           | "When I Grow Up"                  | Zetna Fuentes    | Tia Napolitano          | 2 de Abril de 2015      | 6.64                |
| Uma visita escolar ao hospital toma um rumo dramático quando as crianças testemunham a chegada de dois policiais feridos na sala de emergência. Enquanto isso, Stephanie fixa os olhos em um dos ajudantes da escola, Callie opera a perna do capitão da polícia e Amélia deve encarar seus sentimentos por Owen. |              |                                   |                  |                         |                         |                     |
| 239 | 19           | "Crazy Love"                      | Paul McCrane     | Elizabeth J.B. Klaviter | 9 de Abril de 2015      | 7.42                |
| Percebendo que Owen e Amelia estão namorando às escondidas, Meredith faz perguntas fortes para sua cunhada, fazendo Amelia repensar as coisas. Enquanto isso, Catherine Avery chega ao hospital para tratar um paciente que foi vítima de uma vingança. |              |                                   |                  |                         |                         |                     |
| 240 | 20           | "One Flight Down"                 | David Greenspan  | Austin Guzman           | 16 de Abril de 2015     | 7.60                |
| Um acidente de avião em Seattle causa várias vítimas e traz lembranças horríveis para os médicos, especialmente Meredith e Arizona. Enquanto isso, o atrito entre Owen e Amelia se torna uma situação de trabalho complicada para Stephanie. |              |                                   |                  |                         |                         |                     |
| 241 | 21           | "How to Save a Life"              | Rob Hardy        | Shonda Rhimes           | 23 de Abril de 2015     | 9.55                |
| No caminho para o aeroporto, Derek toma um atalho em uma estrada secundária, na qual ocorre um acidente. Um carro em alta velocidade bate em outro enquanto tenta ultrapassá-lo e ambos são disparados pelo ar. Derek freia rapidamente para não bater neles. Em um dos carros há uma mulher com a filha, depois de verificar que ambas estão bem, ele vai ver os passageiros do carro que causou o acidente. O carro está de cabeça para baixo e vazio. Derek ouve gritos atrás de alguns arbustos e encontra uma jovem adolescente com um corte muito profundo no intestino. Mas resta encontrar quem estava dirigindo o carro, Derek o encontra na estrada, com um golpe muito sério na cabeça e sem lembrar de nada. Derek deita os dois ao lado da mulher do outro carro que tem um dano no quadril que estava cortando sua circulação nas pernas, junto a sua filha que está sem machucados aparentes. O carro dos adolescentes explode e a fumaça alerta os bombeiros que vão lá buscá-los. Derek retornou ao carro e, enquanto procurava por seu celular, que estava tocando, o carro foi atingido por um caminhão. Derek é levado por uma ambulância para o hospital, para onde foram as vítimas do acidente. Ele está consciente, mas não pode falar ou se mover, a menina do acidente o reconhece e diz aos médicos quem ele é. Uma médica residente insiste em fazer uma tomografia computadorizada, mas o outro médico diz que não. Ao operá-lo percebem que precisam operar seu cérebro, mas é tarde demais. A polícia vai até a casa de Meredith para contar o que aconteceu. Ao chegar ao hospital ela o encontra em morte cerebral. Depois de uma noite pensando nisso, ela decide desligá-lo das máquinas e deixá-lo morrer. |              |                                   |                  |                         |                         |                     |
| 242 243 | 22 23        | "She's Leaving Home"              | Chris Hayden     | Stacy McKee             | 30 de Abril de 2015     | 8.74                |
| Meredith fala para o resto do hospital sobre a morte de Derek, e todo mundo aceita mal, exceto por Amelia, que se esconde em piadas mórbidas sobre a morte de seu irmão. Após o funeral, Meredith desaparece com Zola e Bailey. Miranda Bailey e Ben discutem suas opiniões sobre medidas extraordinárias a serem tomadas em caso de emergência, caso algo aconteça com eles. Catherine rejeita a proposta de Richard antes mesmo de pensar em mostrar-lhe um anel. Dan, um paciente de Callie, é admitido no hospital depois de um acidente. Owen e April vão em uma aventura de 3 meses em um programa de cirurgia militar, mas April continua a estender sua estadia, apesar dos pedidos de Jackson para ela voltar. Enquanto isso, Jackson e Jo trabalham em vítimas de queimaduras. Depois de quase um ano, Alex recebe um telefonema de Meredith dizendo que eles estão bem; É revelado que Meredith está grávida. Callie continua a trabalhar com Dan depois de ter amputado sua perna, e se lembra de quando ela e Derek criaram os membros robóticos. Depois de evitar aceitar a morte de seu irmão, Amelia tem um colapso nervoso no hospital e decide comprar drogas. Na casa de Meredith e Derek, Owen convence Amelia a não consumi-las e, em vez disso, confrontar seus sentimentos sobre a morte de Derek. No Dia dos Namorados, Ben diz a Bailey que ele não quer ficar ligado a máquinas, o que decepciona Bailey. April retorna dos militares, o que surpreende Jackson, e Catherine pede Richard em casamento, que aceita alegremente. Meredith começa a sangrar e Zola liga para a emergência; Assim como Meredith fez, Zola salva a vida de sua mãe. Meredith dá à luz a uma bebê que ela da o nome de "Ellis", e Alex mostra seu apoio quando ele aparece como seu contato de emergência. Meredith retorna a Seattle e decide recomeçar de novo. |              |                                   |                  |                         |                         |                     |
| 244 | 24           | "Time Stops"                      | Kevin McKidd     | Meg Marinis             | 7 de Maio de 2015       | 7.74                |
| O colapso de um túnel envia várias vítimas para o hospital. April, Maggie, Amelia e Meredith vão ao local do acidente para uma missão de resgate. Richard, atua como chefe interino da cirurgia e faz seu discurso aos novos internos no mesmo dia de seu casamento com Catherine. No entanto, Richard suspende o casamento depois de várias discussões. Amelia confronta Meredith sobre sua decisão de desconectar Derek antes de falar com ela. Callie e Arizona trabalham em Joan, uma paciente grávida de médio prazo que não pode mover o pescoço para não paralisar. Meredith pergunta a Alex se ela e as crianças podem viver com ele e Jo, algo que Jo não aceita tão bem. Jackson tenta se adaptar às mudanças de April, e Maggie recebe más notícias de sua mãe. April leva um paciente ainda preso nas ferragens do carro para o hospital. |              |                                   |                  |                         |                         |                     |
| 245 | 25           | "You're My Home"                  | Rob Corn         | William Harper          | 14 de Maio de 2015      | 8.33                |
| Com três minutos para transportar o paciente de April de seu carro para a sala de cirurgia, os novos internos devem abrir caminho. Alex pergunta a Jo sobre Meredith e seus filhos morando com eles, então Jo compra um apartamento para os dois. Meredith tenta reparar seu relacionamento com Amelia e decide dar a última mensagem de voz que Derek deixou antes de morrer. Richard promete a Bailey que ela será a próxima chefe do hospital, mas Catherine não concorda, o que leva a outra discussão. Depois que Meredith diz a eles para consertar seus problemas, ambos concordam em ter um candidato para o cargo de chefe. Richard e Catherine se casam na casa de Meredith e Derek. April diz a Jackson que ela quer ir para o exército mais uma vez, mas ele lhe dá um ultimato sobre seu casamento. Maggie, Amelia e Meredith dançam no casamento enquanto o episódio termina. Esse episódio marca a saída do ator Patrick Dempsey que interpretava o Dr. Derek Shepherd, personagem introduzido na primeira temporada. |              |                                   |                  |                         |                         |                     |

## Lançamento em DVD
| Grey's Anatomy: The Complete Eleventh Season - Life Changes |                      |                      | | | | | | |
| Capa do DVD                                                 | Capa do DVD          | Capa do DVD          | Detalhes do conjunto                                                                                  | Detalhes do conjunto                                                                                  | Detalhes do conjunto                                                                                  | Características especiais | Características especiais | Características especiais |
|                                                             |                      |                      | - 24 Episódios (1 prolongado) - 6 Discos - Inglês (Dolby Digital 5.1 Surround) - Comentários em áudio | - 24 Episódios (1 prolongado) - 6 Discos - Inglês (Dolby Digital 5.1 Surround) - Comentários em áudio | - 24 Episódios (1 prolongado) - 6 Discos - Inglês (Dolby Digital 5.1 Surround) - Comentários em áudio | - Episódio prolongado-"You're My Home" - Personagem no holofote: Caterina Scorsone - Como dizer adeus: Dr. Derek Shepherd - Cenas deletadas | - Episódio prolongado-"You're My Home" - Personagem no holofote: Caterina Scorsone - Como dizer adeus: Dr. Derek Shepherd - Cenas deletadas | - Episódio prolongado-"You're My Home" - Personagem no holofote: Caterina Scorsone - Como dizer adeus: Dr. Derek Shepherd - Cenas deletadas |
| Lançamento                                                  |                      |                      | | | | | | |
| Região 1                                                    | Região 1             | Região 1             | Região 2                                                                                              | Região 2                                                                                              | Região 2                                                                                              | Região 4 | Região 4 | Região 4 |
| 18 de agosto de 2015                                        | 18 de agosto de 2015 | 18 de agosto de 2015 | 5 de outubro de 2015                                                                                  | 5 de outubro de 2015                                                                                  | 5 de outubro de 2015                                                                                  | 7 de outubro de 2015 | 7 de outubro de 2015 | 7 de outubro de 2015 |